# レイチャウデューリ方程式
一般相対性理論において、レイチャウデューリ方程式 （Raychaudhuri equation) もしくはランダウ・レイチャウデューリ方程式 (Landau–Raychaudhuri equation) は物質近傍の運動を記述する、基礎的方程式である。
この方程式はペンローズ・ホーキングの特異点定理の基礎的な補題として、および一般相対性理論における厳密解の研究において重要であるが、重力がニュートンの重力法則のとおり万有引力であり、どんな質量・エネルギーの間にも働く引力であるという直感を単純かつ一般に示すことができるという点で独立した価値がある。
この方程式はインド人物理学者のアマール・クマール・レイチャウデューリとソビエトの物理学者レフ・ランダウが独立に発見した。

## 数学的言明
ある時間的単位ベクトル場 {\displaystyle {\vec {X}}} が（積分曲線を通じて交わらない世界線の合同として解釈できるが、測地線とは限らないものとして）与えられたとき、レイチャウデューリ方程式は以下のように書ける。
{\displaystyle {\dot {\theta }}=-{\frac {\theta ^{2}}{3}}-2\sigma ^{2}+2\omega ^{2}-{E[{\vec {X}}]^{a}}_{a}+{{\dot {X}}^{a}}_{;a}}
ここで、
{\displaystyle \sigma ^{2}={\frac {1}{2}}\sigma _{mn}\,\sigma ^{mn},\;\omega ^{2}={\frac {1}{2}}\omega _{mn}\,\omega ^{mn}}
は、それぞれ剪断応力テンソル
{\displaystyle \sigma _{ab}=\theta _{ab}-{\frac {1}{3}}\,\theta \,h_{ab}}
および渦度テンソル
{\displaystyle \omega _{ab}={h^{m}}_{a}\,{h^{n}}_{b}X_{[m;n]}}
の（非負の）二次不変量である。また、
{\displaystyle \theta _{ab}={h^{m}}_{a}\,{h^{n}}_{b}X_{(m;n)}}
は膨張テンソル、 {\displaystyle \theta } はそのトレースで膨張スカラーと呼ばれるもの、そして 
{\displaystyle h_{ab}=g_{ab}+X_{a}\,X_{b}}
は {\displaystyle {\vec {X}}} に直交する超平面への射影テンソルである。また、ドットは合同内の世界線の固有時による微分を表わす。最後に、潮汐テンソル {\displaystyle E[{\vec {X}}]_{ab}} のトレースは次のようにも書ける。
{\displaystyle {E[{\vec {X}}]^{a}}_{a}=R_{mn}\,X^{m}\,X^{n}}
この量はときに「レイチャウデューリスカラー」と呼ばれることもある。

## 直感的意味
膨張スカラーは物質の小さなボールの体積が、中心と共動する観測者から測った時間についてどのような分率速度で変化するかを意味する（そして、負値も取り得る）。換言すれば、上記の方程式は時間的合同の膨張の時間発展を記述している。もしこの量の（固有時による）微分がどれかの世界線に沿って負であるならば、（重心が問題の世界線に沿って運動する）物質の小さなボールは再収縮しなければならない。そうでないならば、継続的に膨張することが可能である。
剪断応力テンソルは最小は球形だった物質のボールが楕円状に歪む傾向にどれくらいあるかを測る量である。渦度テンソルは近傍の世界線が互いに巻き付く傾向にどれくらいあるかを測る量である（もしその傾向にあるならば物体の小塊は回転し、通常液体フロー内の液体要素は非零を示す）。
レイチャウデューリ方程式の右辺は二つのタイプの項からなる。
1. （再）収縮を促進する項
  - 初期値が非零の膨張スカラー
  - 非零の剪断応力
  - トレースが正の潮汐テンソル; これは「強エネルギー条件」を仮定することにより保証される正にその条件で、物理的に筋の通った流体解（英語版）などのほとんどの重要なタイプの解で成り立っている。
2. （再）収縮に抵抗する項
  - ニュートン的には遠心力にあたる非零の渦度
  - 加速度ベクトルの正の発散（たとえば球対称な爆発やもっと身近には自己重力により結び付いている流体のボールに働く体積力による外向きの加速度）

通常、一つの項が勝ち抜く。しかし、釣り合いが成立するような状況もありうる。このつりあいは、二つの場合に分けられる。
- 安定: 完全流体のボールの静水圧平衡（たとえば恒星内部など）の場合、膨張、剪断応力、渦度テンソルは消失し、加速度ベクトルの動径方向への発散（取り囲む流体要素の圧力から各流体要素が受ける必要な体積力）が、完全流体の場合は {\displaystyle E[{\vec {X}}]_{ab}=4\pi (\mu +3p)} となるレイチャウデューリスカラーを打ち消す。ニュートン重力では、潮汐テンソルのトレースは {\displaystyle 4\pi \mu } となるが、一般相対論では、圧力が重力に抗する傾向によりこの項からずれる。このずれは、状況によっては重要なものとなる。
- 不安定: たとえば、ゲーデル解におけるちりの世界線には、剪断応力も膨張も加速度もないが、一定の渦度が非零の真空エネルギー（「宇宙定数」）に起因するレイチャウデューリスカラーとちょうど均衡する。

## 収束定理[訳語疑問点]
ある時空領域で強いエネルギー条件が成り立つとし、{\displaystyle {\vec {X}}} を渦度の無い測地単位ベクトル場であり hypersurface orthogonal とする。例えば、この状況は宇宙論的モデルにおけるアインシュタイン方程式の厳密解のひとつ、ちり解でちりの世界線を研究する際に現われる（ただし、渦度をゼロとするため世界線が互いに巻き付くことはないものとする）。
この場合、レイチャウデューリ方程式は以下のようになる。
{\displaystyle {\dot {\theta }}=-{\frac {\theta ^{2}}{3}}-2\sigma ^{2}-{E[{\vec {X}}]^{a}}_{a}}
ここで、右辺は必ず負であるから、膨張テンソルが初期値は正であったとしても（最初はちりのボールが体積を増していたとしても）、やがては負にならなければならない（ちりのボールは潰れなければならない）。
実際、この状況では次の不等式が成り立つ。
{\displaystyle {\dot {\theta }}\leq -{\frac {\theta ^{2}}{3}}}
これを固有時 {\displaystyle \tau }について積分すると、以下を得る。
{\displaystyle {\frac {1}{\theta }}\geq {\frac {1}{\theta _{0}}}+{\frac {\tau }{3}}}
もし、膨張スカラーの初期値 {\displaystyle \theta _{0}} が負ならば、遅くとも固有時 {\displaystyle -3/\theta _{0}} の後に膨張スカラーは負の無限大に発散し、測地線はコースティックに収束する。これは必ずしも曲率特異点が生じることを意味するわけではないが、ちりの運動の数学的説明が破綻することは意味する。

## 光学方程式
ヌル測地合同を記述する、光学的（もしくはヌル）版レイチャウデューリ方程式もある。
{\displaystyle {\dot {\widehat {\theta }}}=-{\frac {1}{2}}{\widehat {\theta }}^{2}-2{\widehat {\sigma }}^{2}+2{\widehat {\omega }}^{2}-T_{\mu \nu }U^{\mu }U^{\nu }}.
ここで、ハットは横方向のみの膨張、剪断応力、渦度であることを示す。渦度がゼロの場合、ヌルエネルギー条件を仮定するとコースティックはアフィンパラメータが {\displaystyle 2/{\widehat {\theta }}_{0}} にに到達する前に生じる。

### 応用
事象の地平面はヌル無限遠の因果過去の境界線として定義される。このような境界はヌル測地線により生成される。アフィンパラメータはヌル無限遠に到達すると無限大に発散し、コースティックはそれまで生成しない。よって、事象の地平面の膨張は非負でなければならない。膨張は面積密度の対数変化率を与えるので、これは、少なくとも古典的には、ヌルエネルギー条件を仮定すると事象の地平面の面積は決して減らないことを意味する。

## Notes
1. ↑  Spacetime as a deformable solid, M. O. Tahim, R. R. Landim, and C. A. S. Almeida, arXiv:0705.4120v1.
2. ↑  Dadhich, Naresh (August 2005). “Amal Kumar Raychaudhuri (1923–2005)”. Current Science 89:  569–570.
3. ↑  p. 84, The large scale structure of space-time, Stephen W. Hawking and G. F. R. Ellis, Cambridge University Press, 1973, ISBN 0-521-09906-4.

## References
- Poisson, Eric (2004). A Relativist's Toolkit: The Mathematics of Black Hole Mechanics. Cambridge: Cambridge University Press. ISBN 0-521-83091-5 See chapter 2 for an excellent discussion of Raychaudhuri's equation for both timelike and null geodesics, as well as the focusing theorem.
- Carroll, Sean M. (2004). Spacetime and Geometry: An Introduction to General Relativity. San Francisco: Addison-Wesley. ISBN 0-8053-8732-3 See appendix F.
- Stephani, Hans; Kramer, Dietrich; MacCallum, Malcolm; Hoenselaers, Cornelius; Hertl, Eduard (2003). Exact Solutions to Einstein's Field Equations (2nd ed.). Cambridge: Cambridge University Press. ISBN 0-521-46136-7 See chapter 6 for a very detailed introduction to geodesic congruences, including the general form of Raychaudhuri's equation.
- Hawking, Stephen; Ellis, G. F. R. (1973). The Large Scale Structure of Space-Time. Cambridge: Cambridge University Press. ISBN 0-521-09906-4  See section 4.1 for a discussion of the general form of Raychaudhuri's equation.
- Raychaudhuri, A. K. (1955). “Relativistic cosmology I.”. Phys. Rev. 98 (4):  1123. Bibcode: 1955PhRv...98.1123R. doi:10.1103/PhysRev.98.1123.  Raychaudhuri's paper introducing his equation.
- Dasgupta, Anirvan; Nandan, Hemwati; Kar, Sayan (2009). “Kinematics of geodesic flows in stringy black hole backgrounds”. Phys. Rev. D 79 (12):  124004. arXiv:0809.3074. Bibcode: 2009PhRvD..79l4004D. doi:10.1103/PhysRevD.79.124004. See section IV  for derivation of the general form of Raychaudhuri equations for three kinematical quantities (namely expansion scalar, shear and rotation).
- Kar, Sayan; SenGupta, Soumitra (2007). “The Raychaudhuri equations: A Brief review”. Pramana 69:  49. arXiv:gr-qc/0611123. Bibcode: 2007Prama..69...49K. doi:10.1007/s12043-007-0110-9. See for a review on Raychaudhuri equations.